# 阿河 (法国)
阿河（法語：Aa，法語發音：[a]）位于法国北部，发源于布尔特，全长89公里。该河流经的省和城市包括：加来海峡省、圣奥梅尔、北部省和格拉沃利讷。阿河最终在格拉沃利讷注入北海。